# Thanks for Leaving
Thanks for Leaving è un singolo di Alexandra Stan, pubblicato il 28 aprile 2014 da Roton Music, ed è il primo singolo dall'album Unlocked.

## Video musicale
Il video è stato distribuito il 28 aprile 2014 in Romania e Italia.
Il video è stato anticipato da tre puntate che sono una specie di video teaser prima della distribuzione ufficiale.
Esso racconta la storia vissuta riguardo alla rottura con il suo violento ex-ragazzo. Dopo essere stata maltrattata e umiliata, essa cerca una nuova vita felice; di fatto la cantante esprime attraverso il nuovo brano il fatto che finalmente si sente una cantante completa, mostrando le sue potenzialità nei nuovi progetti futuri.

## Tracce
Digital Download
1. Thanks for Leaving - 3:48

## Classifiche
| Classifica (2014) | Posizione massima |
| ----------------- | ----------------- |
| Italia            | 83                |
| Romania           | 71                |

## Date di pubblicazione
| Paese   | Data           |
| ------- | -------------- |
| Romania | 28 aprile 2014 |
| Italia  | 28 aprile 2014 |
| Mondo   | 12 maggio 2014 |